# کهاد
اگر A یک ماتریس مربعی باشد، ماتریسی مربعی و کوچکتری که از حذف یک یا چند سطر و ستون A بدست می‌آید را کِهاد ماتریس A می‌نامند. اگر فقط سطر iام و ستون jام از ماتریس A حذف شود و آنگاه کِهاد مرتبه اول iام و jام به دست می‌آید. اگر دو سطر و دو ستون حذف گردد
کِهادهای مرتبه دوم حاصل خواهد شد. منظور از کِهاد معمولاً کهادِ مرتبه اول است.
از کِهاد (به انگلیسی: minor) برای محاسبه همسازه یا کوفکتور (cofactor) ماتریس استفاده می‌شود که آن هم به نوبه خود برای محاسبه دترمینان و معکوس یک ماتریس کاربرد دارد.

## تعریف و نمایش

### کهاد مرتبهٔ اول
اگر {\displaystyle \ A}یک ماتریس مربعی باشد آنگاه کِهاد درایهٔ سطر{\displaystyle \ i}ام و ستون {\displaystyle \ j}ام (که {\displaystyle \ M_{i,j}}یا کِهادِ اوّل نامیده می‌شود) با گرفتنِ دترمینانِ ماتریسی که با حذف ردیف {\displaystyle \ i}ام و سطر {\displaystyle \ j}ام بدست می‌آید، ساخته و معمولاً با {\displaystyle \ M_{i,j}}نمایش داده می‌شود.
کوفکتور {\displaystyle ij}ام، با ضرب کِهادِ {\displaystyle ij}ام در {\displaystyle (-1)^{i+j}}، بدست می‌آید. برای درک بیشتر، به مثال زیر برای یک ماتریس ۳ در ۳، توجه کنید:
{\displaystyle {\begin{bmatrix}\,\,\,1&4&7\\\,\,\,3&0&5\\-1&9&\!11\\\end{bmatrix}}}
برای محاسبهٔ کِهاد {\displaystyle \ M_{2,3}}و کوفَکتورِ {\displaystyle \ M_{2,3}}، باید دترمینانِ ماتریس بالا را، با حذف ردیف ۲ و ستون ۳، بدست آوریم.
{\displaystyle M_{2,3}=\det {\begin{bmatrix}\,\,1&4&\Box \,\\\,\Box &\Box &\Box \,\\-1&9&\Box \,\\\end{bmatrix}}=\det {\begin{bmatrix}\,\,\,1&4\,\\-1&9\,\\\end{bmatrix}}=(9-(-4))=13}
در نتیجه، کوفکتورِ (۲٬۳) می‌شود:
اگر جمع جبری توان(i + j) زوج باشد حاصل C مثبت و اگر فرد باشد مقدار C منفی است
{\displaystyle \ C_{2,3}=(-1)^{2+3}(M_{2,3})=-13.}